# Никола Петровић (фудбалер, 1988)
Никола Петровић (Београд, 10. април 1988) српски је фудбалски голман.

## Каријера
Петровић је прошао млађе категорије београдског Партизана, а деби у сениорском фудбалу је имао у екипи Телеоптика током сезоне 2006/07. Остао је на голу Телеоптика до краја сезоне 2010/11. и у том периоду је одиграо 93 првенствена меча у трећем и другом рангу такмичења.
У јулу 2011. потписао је трогодишњи уговор са Партизаном. За три сезоне у дресу Партизана освојио је две титуле првака Србије (2012, 2013). Имао је углавном статус резервисте и наступио је на само 14 првенствених мечева, а у сезони 2012/13. је бранио и на четири утакмице у групној фази Лиге Европе (против Интера, Нефчија и Рубина). Из Партизана је прешао у словеначки Заврч где је током другог дела сезоне 2014/15. наступио на осам утакмица у словеначкој Првој лиги.
У јануару 2016. године је потписао уговор са Напретком из Крушевца, који се тада такмичио у Првој лиги Србије. Напредак је у сезони 2015/16. освојио прво место у Првој лиги Србије и тако изборио пласман у Суперлигу Србије. Петровић је био стандардан на голу Напретка и за три и по сезоне, колико је био члан клуба, наступио је на 122 првенствене утакмице. У јуну 2019. године је прешао у Раднички из Ниша. За Раднички је наступио на 20 првенствених утакмица током такмичарске 2019/20. Целу наредну сезону провео је ван терена услед повреде рамена. У јануару 2022. потписао је за  Тимок из Зајечара. У јулу исте године прешао је у Железничар из Панчева. У фебруару 2024. потписао је за српсколигаша Борац 1926 из Чачка.

## Трофеји
Партизан
- Суперлига Србије (2) : 2011/12, 2012/13.

Напредак Крушевац
- Прва лига Србије (1) : 2015/16.